# Albert (antypapież)
Albert – antypapież w okresie od lutego do marca 1102. Jego pontyfikat obejmował okres sporu o inwestyturę.

## Życiorys
Albert (Adalbert) był antypapieżem z nominacji stronnictwa "wibertyńskiego" (cesarskiego). Przed wyborem był kardynałem-biskupem Silva Candida z nominacji antypapieża Klemensa III; podpisywał dokumenty Klemensa III między 4 listopada 1084 i 7 sierpnia 1098. Gdy został obrany antypapieżem, w Rzymie wybuchły zamieszki i Albert musiał schronić się niedaleko San Marcello. Podobnie jak jego bezpośredni poprzednik, Teodoryk, został wkrótce schwytany i przymusowo zamknięty w klasztorze, w okolicach Neapolu. Data jego śmierci nie jest znana.